# Berufsförderungswerk Oberhausen

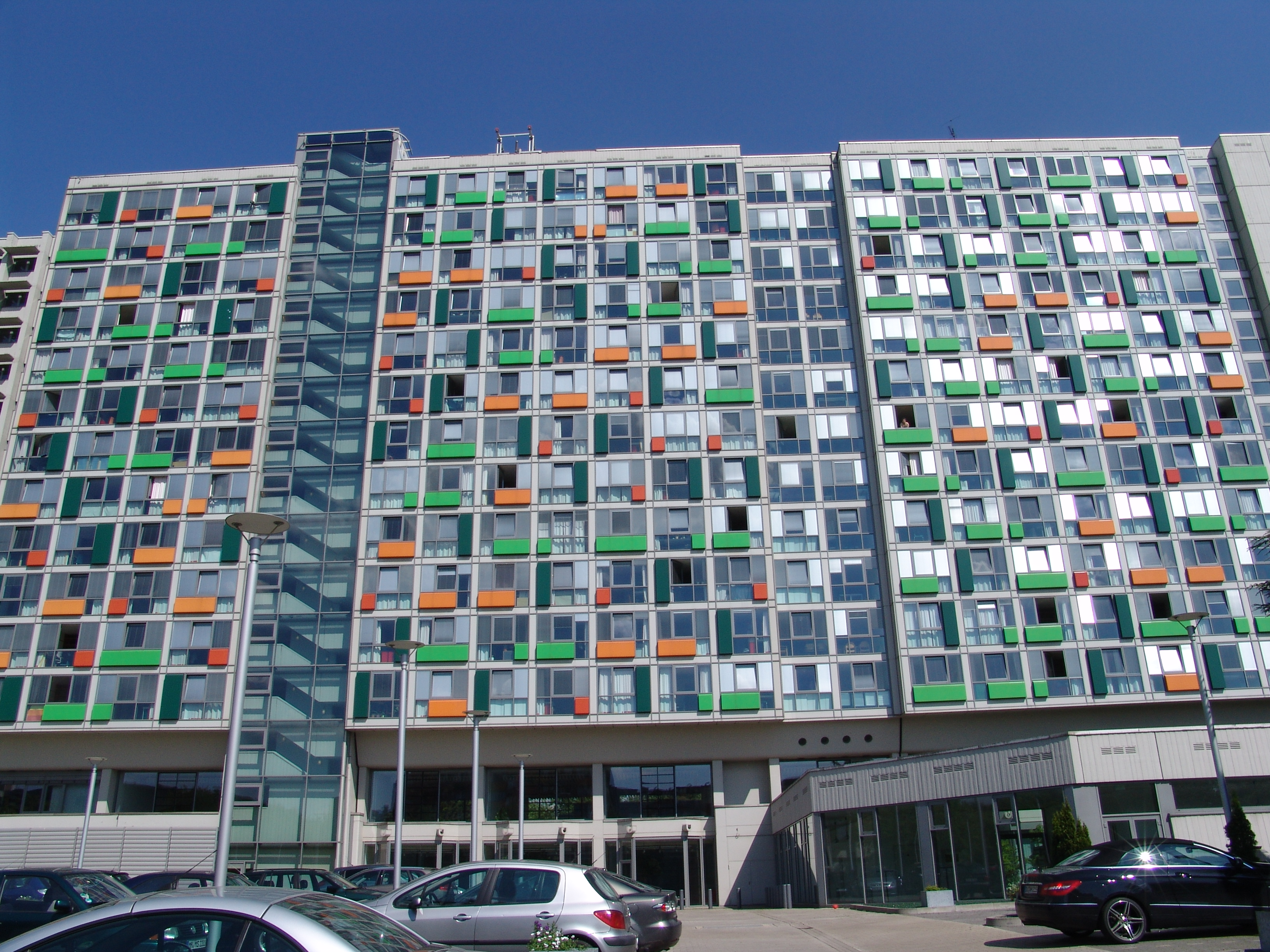
Ansicht des Berufsförderungswerks Oberhausen von der Bebelstraße

Das Berufsförderungswerk Oberhausen (BFW Oberhausen)  ist eine gemeinnützige Einrichtung der beruflichen Förderung und verfolgt einen sozialpolitischen Auftrag mit dem Ziel, Rehabilitandinnen und Rehabilitanden nach Abschluss der Qualifizierung in den Arbeitsmarkt einzugliedern und damit den Betroffenen wieder eine aktive Teilhabe am Arbeitsleben zu ermöglichen. Das BFW Oberhausen ist Mitglied des Bundesverbands der Deutschen Berufsförderungswerke. Das BFW Oberhausen verfügt über eine Außenstelle in Krefeld, in der Leistungen im Bereich der Berufsfindung und Arbeitserprobung angeboten werden. 

## Geschichte
Das BFW Oberhausen wurde am 1. Oktober 1978 in einem neu erbauten Gebäudekomplex auf dem Gelände der ehemaligen Zeche Concordia gegründet. Träger ist der Nordrhein-Westfälisches Berufsförderungswerk e. V. der Deutschen Rentenversicherung Rheinland und der Deutschen Rentenversicherung Westfalen. Seit 1978 absolvierten 20.000 Menschen eine Ausbildung im BFW, dabei fanden ca. 70 Prozent der Absolventen einen angemessenen Arbeitsplatz im neu erlernten Beruf oder artverwandten Bereich.

## Angebote
Das Berufsförderungswerk Oberhausen bietet rund 900 Ausbildungsplätze in 30 Berufsfeldern in kaufmännischen, gewerblich-technischen, sozialen, Gesundheits- sowie IT-Berufen an. Die Ausbildungszeit im BFW ist in der Mehrzahl der Berufe auf zwei Jahre verkürzt. Dabei steht am Ende der überwiegenden Mehrheit der Ausbildungen eine Abschlussprüfung vor der Industrie- und Handelskammer oder der jeweils zuständigen Stelle auf Kammerniveau an. 
Neben den anerkannten Ausbildungsberufen können kürzere (wenige Wochen bis zu 18 Monate) Qualifizierungen durchlaufen werden, in denen die Teilnehmer z. B. ein IHK- oder ein BFW-Zertifikat erwerben. Während ihrer Ausbildung werden die Teilnehmer bei Bedarf von Ärzten, Sozialpädagogen und Psychologen – den sogenannten Begleitenden Diensten betreut.
In Kooperation mit dem Ministerium des Innern des Landes Nordrhein-Westfalen sowie dem Berufsförderungswerk Düren bietet das BFW Oberhausen seit 1997 eine Qualifizierungsmaßnahme an, bei denen Menschen mit Behinderung innerhalb von acht Monaten zu Verwaltungsfachangestellten für den Landesdienst geschult werden.
Mit der betrieblichen Rehabilitation bietet das BFW eine Maßnahme an, die Menschen eine Umschulung direkt im Betrieb ermöglicht. Das BFW übernimmt hier die Vermittlung von Rehabilitanden und Betrieb sowie die persönliche Qualifizierungsbegleitung sowie Beratungs-, Koordinations- und Dokumentationsaufgaben.
Im Rahmen der Berufsfindung bietet das BFW Oberhausen verschiedene Maßnahmen für Menschen an, denen es an einer konkreten Vorstellung des beruflichen Weges fehlt. Dazu zählt mit der Arbeitsbelastungserprobung (ABE) eine Maßnahme der medizinisch-beruflichen Rehabilitation an, die das Ziel verfolgt, gemeinsam mit den Rehabilitanden herauszufinden, welche Tätigkeiten noch möglich sind, wie das Leistungsvermögen aussieht und welche Schritte notwendig sind, um beruflich wieder Fuß zu fassen.